# فابيان تيت
فابيان تيت هو لاعب كرة قدم إيطالي في مركز الوسط، ولد في 10 فبراير 1993 في بولسانو في إيطاليا.

## وصلات خارجية
- فابيان تيت على موقع قاعدة بيانات كرة القدم.إي يو (الإنجليزية)
- فابيان تيت على موقع Soccerway.com (الإنجليزية)
- فابيان تيت على موقع عالم كرة القدم.نت (الإنجليزية)